# Холодний (притока Иджид-Ляги)
Холо́дний (рос. Холодный) — річка в Республіці Комі, Росія, права притока річки Иджид-Ляга, лівої притоки річки Ілич, правої притоки річки Печора. Протікає територією Троїцько-Печорського району.
Річка починається на південно-західних схилах гори Атингаух (висота 794 м). Протікає на південний захід, захід, південний захід, захід та північний захід.